# Mesewinkel (Schalksmühle)
Mesewinkel ist eine Ortschaft der nordrhein-westfälischen Gemeinde Schalksmühle. Sie hat 14 Einwohner und liegt in einem hügeligen Gebiet nördlich der Landesstraße 561, hier Heedfelder Straße genannt.

## Lage und Beschreibung
Benachbarte Ortslagen, Höfe und Wohnplätze sind Hülscheid, Altenhülscheid, Kamp, Mummeshohl, Haue, Everinghausen, Felde, Berkey sowie die Wüstung Hilmecke. Mesewinkel gehört zum Schulbezirk der Gemeinschaftsgrundschule Spormecke.

## Geschichte
Der Ort ist auf der Preußischen Uraufnahme von 1840 mit Mesenwinkel beschriftet eingezeichnet. Im 19. Jahrhundert gehörte Mesewinkel zur Landgemeinde Hülscheid im Kreis Altena.
1818 besaß der Ort 17 Einwohner. 1839 wird der Ort unter dem Namen Mesewinkel als Hof innerhalb der Midder Bauerschaft kategorisiert, die zu dieser Zeit eine von drei Bauerschaften der Gemeinde Hülscheid innerhalb der Bürgermeisterei Halver war. In zwei Wohnhäusern lebten 1839 zwölf Einwohner, die alle dem evangelischen Glauben angehörten. Mesenwinkel gehörte zum Pfarrsprengel der Hülscheider (ref.) und Hedfelder (luth.) Kirche.
1844 wurde die Gemeinde Hülscheid mit Mesewinkel von dem Amt Halver abgespaltet und dem neu gegründeten Amt Lüdenscheid zugewiesen.
Die Gemeinde- und Gutbezirksstatistik der Provinz Westfalen führt 1871 den Ort mit drei Wohnhäuser und 18 Einwohnern auf.  Im Gemeindelexikon für die Provinz Westfalen von 1887 werden drei Wohnhäuser mit zehn Einwohnern angegeben. 1895 besitzt der Ort drei Wohnhäuser mit zehn Einwohnern, 1905 werden drei Wohnhäuser und 14 Einwohner angegeben.